# 刘居士
刘居士（6世纪—597年），中山（今河北定州）人，隋朝人物，刘昶的儿子。
刘居士的父亲上柱国彭公刘昶和隋文帝有旧交，隋文帝非常亲信他。刘居士负气仗义，不遵朝廷法度，多次犯罪，隋文帝因为刘昶，都宽宥了他。刘居士有恃无恐，更加骄横放纵，他将公卿大臣子弟中高大健壮的人聚集到自己家里，在他们脖子上套上车轮，然后用棍棒一通乱打，快被打死还能不屈服的，就被称为壮士，与他相交为友。刘居士党羽三百人，无故殴打路人，侵夺财物，为非作歹，连公卿大臣、后妃公主也都不敢和他们计较。他姐姐经常劝他，他也不听。有人上告刘居士图谋不轨，文帝大怒，将刘居士斩首，非常多公卿大臣的子弟受到牵连，被除名为民。